# Gran Premio Sportivi di Loria
Le Gran Premio Sportivi di Loria est une course cycliste italienne disputée autour de Loria, en Vénétie. Créée en 1969, cette épreuve est réservée aux cyclistes qui évoluent dans la catégorie des juniors. Elle fait partie du calendrier international de l'UCI depuis 2024. 
L'édition 2018 décerne le titre de champion d'Italie sur route juniors. 

## Palmarès récent
| Année | Vainqueur            | Deuxième           | Troisième           |
| ----- | -------------------- | ------------------ | ------------------- |
| 2007  | Mario Sgrinzato      | Filippo Fortin     | Matteo Trentin      |
| 2008  | Matteo D'Agostin     | Luca Bilato        | Gianluca Milani     |
| 2009  | Alessandro Forner    | Gianluca Milani    | Andrea Zordan       |
| 2010  | Simone Andreetta     | Jacopo Leardi      | Rudy Lorenzon       |
| 2011  | Riccardo Michieletto | Flavio Tasca       | Luca Baccichet      |
| 2012  | Federico Zurlo       | Simone Consonni    | Marco Maronese      |
| 2013  | Simone Sampaoli      | Giacomo Zilio      | Alessio Bottura     |
| 2014  | Alessandro Artusio   | Nikola Colic       | Mattia Bais         |
| 2015  | Nicolas Nesi         | Aynur Galeev       | Alberto Zanoni      |
| 2016  | Samuele Battistella  | Matteo Zurlo       | Evgeny Kazanov      |
| 2017  | Nicola Graziato      | Davide Bauce       | Filippo Zana        |
| 2018  | Samuele Rubino       | Nicolò Parisini    | Filippo Baroncini   |
| 2019  | Alessio Martinelli   | Sebastian Kajamini | Andrea Piccolo      |
| 2020  | Pas organisé         | Pas organisé       | Pas organisé        |
| 2021  | Lorenzo Ursella      | Nicola Rossi       | Edoardo Zamperini   |
| 2022  | Matteo Scalco        | Samuele Privitera  | Giovanni Zordan     |
| 2023  | Leonardo Rossi       | Alessandro Borgo   | Samuele Privitera   |
| 2024  | Santiago Ferraro     | Wil Holmes         | Leonardo Meccia     |
| 2025  | Thomas Bernardi      | Matteo Scofet      | Pietro Solavaggione |